# Zeuneria centralis
Zeuneria centralis är en insektsart som beskrevs av Rehn, J.A.G. 1914. Zeuneria centralis ingår i släktet Zeuneria och familjen vårtbitare. Inga underarter finns listade i Catalogue of Life.